# Roger III de Foix
Roger III de Foix (¿?-1148), conde de Foix desde 1124, año en que sucedió a su padre Roger II de Foix hasta su muerte.

## Gobierno
Asoció al gobierno a sus hermanos Pedro y Ramón (el segundo hermano por orden de nacimiento, Bernardo, murió antes de 1125 y aparentemente no llegó a estar nunca asociado). Nada más acceder al gobierno firmó un tratado con el vizconde de Albi y de Nimes, Bernardo Aton Trencavel, por el cual le reconocía definitivamente la posesión de Carcassonne y Rasez, reservándose ciertos feudos (Arsens, Alayrac, Preixan y Foncian) renovando la alianza con la casa de los Trencavel. Amplió las donaciones a la Abadía de Lezat.

## Matrimonio y descendencia
Casó en 1117 con Jimena de la casa condal de Barcelona (hija de Ramón Berenguer III y de María, una de las hijas del Cid), teniendo tres hijos:
- Dulce (que vivía en 1209) casó con Ermengol VII conde de Urgel
- Roger Bernardo llamado el Gordo, sucedió a su padre como conde de Foix.
- Bradimenda, casó con Guillermo de Alona o Aniort, vizconde de Sault y barón de Niort.

| Predecesor: Roger II de Foix | Conde de Foix 1124-1148 | Sucesor: Roger Bernardo I de Foix |

- Datos: Q507098